# Guiuan
Guiuan é um município de  segunda classe de renda municipal (d) na província Samar Oriental, nas Filipinas. De acordo com o censo de 1 de maio  de  2020 possui uma população de 53 361 pessoas e 13 293 domicílios.